# Les petits vagabonds
Les petits vagabonds è un cortometraggio del 1905 diretto da Lucien Nonguet.

## Trama
Due piccoli vagabondi entrano in un pollaio saccheggiando uova, polli e conigli. Ad un certo punto si avvicinano ad un fienile e cominciano a cucinare le uova ma la vicinanza alla paglia innesca un incendio e terrorizzati fuggono. I contadini si accorgono dell'incendio cercando di spengerlo ma vedendo che aumenta corrono ad avvisare i vigili del fuoco. Mentre i vigili del fuoco avvertiti arrivano correndo per estinguere questo inizio di fuoco i contadini che stanno cercando i gendarmi cercano di raggiungere i due bambini. Ma questi, più giovani e più agili, vanno sempre più avanti. I due piccoli vagabondi arrivano ad uno stagno, uno di loro salta in acqua e nuota attraverso l'altra sponda. Il più giovane che non può seguire il fratello viene preso dai gendarmi che lo portano nella prigione della città. L'altro fratello, che ha raggiunto la strada nascondendosi tra i cespugli, libera il suo fratellino che porta nel boschetto.